# Ab ovo usque ad mala

Ab ovo usque ad mala este o expresie în latină care apare în „Satire” I, 3, 6  de Horațiu, și care poate fi tradusă „De la ou până la mere”.
Știind că la romani prânzul începea cu ouă și se termina cu mere, formularea lui Horațiu înseamnă: „De la început până la sfârșit”, ”de la un capăt la altul” sau „de la A la Z”.

## Legături externe
- „Ab ovo usque ad mala” la citate celebre cogito.ro, accesat pe 9 mai 2015